# Prymnaster
Prymnaster is een geslacht van zee-egels uit de familie Schizasteridae.

## Soorten
- Prymnaster angulatus Koehler, 1914
- Prymnaster investigatoris Koehler, 1914